# Серія Бартімеуса
Серія «Бартімеус» — серія молодих романів про альтернативну історію, фентезі та магію. Її написав британський письменник Джонатан Страуд і складається з трилогії, опублікованої з 2003 по 2005 рік, і роману-приквелу, опублікованого 2010 року.
Історія розповідає про кар’єру чарівника-підлітка Натаніеля (він же Джон Мандрайк) і п’ятитисячолітнього джина Бартімеуса, якого він викликав і номінально контролює, через альтернативну історію піку панування Лондона як магічної олігархії.
В Україні серію "Бартеміус" перекладено і надруковано видавництвом "А-ба-ба-га-ла-ма-га" у 2017-2019 рр..

## Сюжет
Дія серії розгортається в Лондоні наприкінці 1900-х років або, можливо, на початку 2000-х років у паралельному всесвіті, де навчені люди можуть закликати демонів виконувати свої накази. Протягом всієї історії, різні люди та імперії використовували ці магічні сили, щоб отримати велику силу у світі. Найновішою країною, що зробила це, є Британська імперія (столицею якої є Лондон), яка домінувала в Європі з середини 19 століття і продовжує це робити під час розповіді цієї історії. Велика Британія — магічна олігархія, де панівна еліта магів має майже всю політичну, економічну та культурну владу.
Романи розгортаються в альтернативній історії, з наслідками магії, магів і демонів, що призвело до багатьох змін, але з багатьма країнами, містами, подіями та людьми з реальної історії. Зокрема, ці зміни відображаються на контрасті між сучасними аспектами (такими як електрика, ноутбуки та автомобілі) та старими (зброя колоніальної епохи, включаючи мушкети). Книги містять посилання на різні світові міфології та фольклор, такі як Арабські ночі та Гомер.

## Анотації до книг

### Амулет Самарканда
Ця феєрично-захоплива історія відбувається в сучасному Лондоні. Але не в тому, про який ми знаємо, а в Лондоні, контрольованому чарівниками, де чимало всіляких демонів — джинів, бісів, афритів та інших мастаків магічного світу... Щоб здійснити свій задум, Натаніель — юний учень чарівника — таємно викликає стародавнього (якому п’ять тисяч років!) зухвалого джина Бартімеуса. Перед джином стоїть нелегке завдання — викрасти у Саймона Лавлейса, досвідченого і безмежно жорстокого мага, всемогутній Амулет Самарканда. І ось Бартімеуса з Натаніелем закручує моторошний вир найприголомшливіших пригод...

### Око ґолема
Ми знову в Лондоні, контрольованому чарівниками, яким служать джини, африти, фоліоти та інші химерні мешканці світу духів. У юного мага Натаніеля — тепер уже помічника міністра внутрішніх справ — новий клопіт. У місті почастішали таємничі атаки на магічні установи й заклади. Дедалі нахабніше поводиться підпільна організація «Спротив», що взяла собі за мету повалити владу чарівників. І найголовніше: у Лондоні з’явився ґолем — моторошне велетенське чудовисько, непіддатливе до будь-якої зброї й заклять, яке нищить на своєму шляху геть усе. На наших героїв — Натаніеля і його норовистого, але могутнього джина Бартімеуса чекають нові випробування і неймовірні пригоди...

### Брама Птолемея
Дві тисячі років минуло відтоді, як джин Бартімеус, непереможний у битвах, заприязнився з великим магом Птолемеєм. Однак тепер, на Землі, потрапивши в рабство до чарівника Натаніеля, Бартімеус відчуває, як швидко він підупадає на силі… Тим часом Кіті Джонс, переховуючись у Лондоні, хитромудрим чином набуває знань з магії та демонології. У неї є план, який, як сподівається Кіті, покладе край нескінченній ворожнечі між джинами й людьми. Проте для того, щоб здійснити цей план, їй треба розкрити таємниці минулого Бартімеуса…
У захопливому фіналі «Трилогії Бартімеуса» Натаніель, Кіті та Бартімеус викривають найстрашнішу змову й опиняються перед найнебезпечнішою загрозою в усій історії магії. Та найгірше, що для цього їм доведеться поборотися самим з собою…